# Ernst Preising
Ernst Preising (Osterode am Harz, 25 september 1911 – Bispingen, 12 augustus 2007) was een Duits botanicus, natuurbeschermer en landbouwkundige. Hij was gespecialiseerd in de vegetatiekunde. Zijn botanische standaardafkorting in de plantensociologie is Prsg.

## Biografie
Preising studeerde tuin- en landschapsinrichting in Berlijn, evenals vegetatiekunde bij Reinhold Tüxen. In 1940 promoveerde hij tot doctor in de landbouwkunde.

## Beschreven syntaxa
In de onderstaande lijst staan syntaxa (gesorteerd op syntaxonomische rang) die door Preising zijn beschreven en een artikel op de Nederlandstalige Wikipedia hebben.
Klassen
- riet-klasse – Phragmitetea Tx. & Prsg 1942
- weegbree-klasse – Plantaginetea majoris Tx. & Prsg in Tx. 1950
- tandzaad-klasse – Bidentetea Tx., Lohm. & Prsg ex Von Rochow 1951

Orden
- weegbree-orde – Plantaginetalia majoris Tx. & Prsg in Tx. 1950
- orde van heischrale graslanden – Nardetalia Oberd. ex Prsg
- kruipwilg-orde – Salicetalia arenariae Prsg & H.E.Weber 1997

Associaties
- associatie van klokjesgentiaan en borstelgras – Gentiano pneumonanthes-Nardetum Prsg 1950 nom. inv
- associatie van maanvaren en vleugeltjesbloem – Botrychio-Polygaletum Prsg 1950